# Neurolepis aristata
Neurolepis aristata là một loài thực vật có hoa trong họ Hòa thảo. Loài này được (Munro) Hitchc. mô tả khoa học đầu tiên năm 1927.